# Long Neck
Long Neck è un census-designated place (CDP) degli Stati Uniti, situato nella Contea di Sussex, nello stato del Delaware. Secondo il censimento del 2000 la popolazione era di 1.629 abitanti. Long Neck è l'unico census-deseignated-place della Contea di Sussex. Fa parte dell'area micropolitana di Seaford.

## Storia
Per la maggior parte del Novecento, l'area di Long Neck era scarsamente popolata, eccetto alcune costruzioni per le vacanze di alcune famiglie provenienti da Washington, Baltimora, Wilmington e Philadelphia. Nonostante ciò, negli anni 1990, iniziarono la costruzione di alcuni quartieri residenziali permanent presso il campo da golf di Baywood Greens, con l'apporto di una figura importante come il campione Jack Nicklaus.  Long Neck sta vivendo una fase di forte sviluppo demografico.

## Geografia fisica
Secondo i rilevamenti dello United States Census Bureau, il CDP di Long Neck si estende su una superficie totale di 6,5 km², dei quali 6,4 km² sono costituiti da terre, mentre lo 0,40% del territorio è coperto dalle acque.

## Popolazione
Secondo il censimento del 2000, a Long Neck vivevano 1.629 persone, ed erano presenti 545 gruppi familiari. La densità di popolazione era di 252,6 ab./km². Nel territorio comunale si trovavano 1.807 unità edificate. Per quanto riguarda la composizione etnica degli abitanti, il 98,28% era bianco, lo 0,43% era afroamericano, lo 0,25% era nativo, e lo 0,06% era asiatico. Il restante 0,98% della popolazione appartiene ad altre razze o a più di una. La popolazione di ogni razza proveniente dall'America Latina corrisponde al 0,49% degli abitanti.
Per quanto riguarda la suddivisione della popolazione in fasce d'età, il 10,4% era al di sotto dei 18, il 3,2% fra i 18 e i 24, il 13,6% fra i 25 e i 44, il 32,3% fra i 45 e i 64, mentre infine il 40,5% era al di sopra dei 65 anni di età. L'età media della popolazione era di 62 anni. Per ogni 100 donne residenti vivevano 92,8 maschi.